# فمینیسم لیبرال
نظریه فمینیستی لیبرال (آزادی‌خواه) یا اصلاح‌طلب، یکی از گرایش‌های فمینیسم است.
فمینیسم لیبرال، خواستار حقوق شهروندی مساوی برای زنان و مردان است و با قوانین یا سنت‌هایی که حق را به مردان می‌دهند و به زنان نمی‌دهند یا قوانینی که با ادعای «حمایت» از زنان وضع می‌شوند، مبارزه می‌کند. این گرایش معتقد است زن موجودی انسانی است و همان حقوق طبیعی و سلب‌نشدنی مردان را دارد و جنس زن ربطی به حقوق او ندارد. این نظریه از نظر جامعه‌شناختی اعتقاد دارد که تفاوت‌های مشاهده شده میان دو جنس ذاتی نیست بلکه تربیتی و نتیجه جامعه‌پذیری و همگون‌سازی جنس با نقش اجتماعی است.
فمینیست‌های لیبرال، معتقدند برابری ظاهری کافی نیست و خواستار وضع قانون‌هایی هستند که تبعیض علیه زنان را غیرقانونی کند و زنان در محیط کار از حقوقی مانند مرخصی زایمان و حقوق زایمان برخوردار شوند.
از افراد برجسته این گرایش فکری می‌توان به مری ولستون‌کرافت، هریت تیلر میل، جان استوارت میل، گلوریا استینم، ربکا واکر، نائومی ولف و بتی فریدان اشاره کرد.

## مقدمه

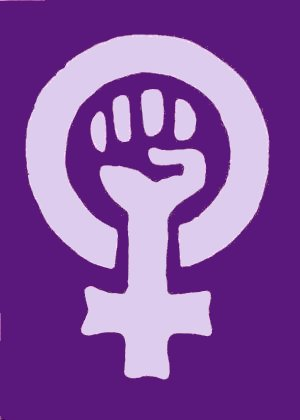
یکی از لگوهای فمینیسم

در نظر جرج ریتزر، جامعه‌شناس آمریکایی، در کتاب نظریه جامعه‌شناسی در دوران معاصر، این گونه، تعریف شده‌است: «نظریهٔ فمینیستی بخشی از یک رشته پژوهش دربارهٔ زنان است که به‌طور ضمنی یا رسمی، نظام فکری گسترده و عامی را دربارهٔ ویژگی‌های بنیادی زندگی اجتماعی و تجربه انسانی از چشم‌انداز یک زن ارائه می‌کند» وی همچنین اضافه می‌کند که نظریه فمینیستی نظامی از افکار کلی می‌باشد که برای توصیف و تبیین زندگی اجتماعی و تجربهٔ بشری از دیدگاه طرفداری از زنان ساخته و پرداخته شده‌ است.
در واقع به دلیل این که فمینیسم کلیتی واحد نیست و پیوستاری از اندیشه و عمل را دربرمی گیرد که که هر یک می‌کوشند توصیفی از ستم بر زنان ارائه دهند و با تبیین علل و پیامدهای آن راهبردهایی برای رهایی زنان از قید آن تجویز کنند، به دست دادن تعریفی واحد از آن را تقریباً ناممکن می‌سازد. از این بابت است که امروزه نظریه پردازان فمینیست به جای کوشش در جهت ارائهٔ تعریفی واحد از فمینیسم از انواع فمینیسم سخن می‌گویند.
البته باید یادآور شد که در بحث پیرامون فمینیسم این نکته از سوی برخی افراد مورد تأکید قرار می‌گیرد که اختلاف آراء در میان صاحب نظران فمینیست به قدری زیاد است که در تضاد با یکدیگر قرار می‌گیرند و بنابراین نمی‌توان آن‌ها را در یک مقوله جای داد. نکتهٔ قابل توجه در این‌جا این است که آنچه از تنوع یا آشفتگی که به فمینیسم نسبت داده می‌شود به هیچ وجه اختصاصی به این مکتب خاص ندارد. چون علی‌رغم تأکیدی که بر تعدد و تعارض ایده‌های مکتب فمینیسم می‌شود به دشواری می‌توان ادعا کرد که در مورد سایر مکاتب سیاسی- اجتماعی چنین چیزی وجود ندارد. همان‌طور که نمی‌توان از یک لیبرالیسم یا یک سوسیالیسم که اصول مشخص و مشترکی دارند سخن گفت بلکه سوسیالیسم‌ها و لیبرالیسم‌ها وجود دارند، فمینیسم نیز طیف گسترده‌ای از ایده‌ها را دربرمی گیرد. نظریه فمینیستی معاصر به شدت متنوع است، هم در مقدمات هم در نتایج؛ علت آن هم این است که آنچه وجود واقعی و ملموس در جهان دارد متفکران هستند نه مکاتب.
سوزان جیمز یادآور می‌شود که تفاسیر زیادی از زنان و ظلم وارد بر آنان تحت توصیف عام فمینیسم می‌گنجد تا جایی که نمی‌توان فمینیسم را یک اصل واحد فلسفی یا دربردارندهٔ یک طرح سیاسی مورد وفاق دانست. وی چنین نتیجه می‌گیرد: «همان‌طور که دیدگاه‌های متفاوتی از آزادی داریم، فلسفه‌های فمینیستی متفاوتی نیز داریم که نه به دلیل دعاوی یا توصیه‌های خاصشان بلکه برای اهتمامشان به یک موضوع مشترک به هم پیوند خورده‌اند.

## فمنیسم و لیبرالیسم
مکتب سیاسی لیبرالیسم که فمنیسم لیبرال از دل آن سر برآورده است فرایدند بازنگری در مفاهیم و نظریات و ساختارهای خود را از سر می‌گذراند، و از این رو تبیین وضعیت اندیشه لیبرال فمنیستی اندکی دشوار می‌نماید.
فمینیسم لیبرال، در اصلِ فردگرایی نهفته‌ است، یعنی این اعتقاد که یک فرد بشری، اهمیت بسیار دارد و همهٔ افراد فارغ از رنگ، نژاد، جنس و… از حقوق برابر برخوردارند. همهٔ افراد حق دارند که در حیات اجتماعی یا سیاسی مشارکت کنند یا حق دسترسی به آن را داشته باشند. فمینیسم لیبرال معمولاً می‌پذیرد که مردان و زنان سرشت و گرایش‌های متفاوتی دارند و از این رو گرایش زنان به خانواده و زندگی خانوادگی، تا حدودی متأثر از انگیزه‌های طبیعی است.

## ریشه‌های فمینیسم لیبرال
آلیسون جاگر در به تأمل در تفکر سیاسی لیبرال پرداخته‌ است. به بیان او، با درکی که این تفکر از طبیعت انسان دارد وجه ممیزه ما انسان‌ها در قابلیت خردورزی است. حکم بر این که خردورزی ما را از موجودات دیگر متمایز می‌کند البته چندان گویا نیست، بنابراین لیبرال‌ها کوشیده‌اند از راه‌های گوناگون تعریفی برای خردورزی با تأکید بر جنبه‌های اخلاقی یا جنبه‌های مصلحت جویانه آن به دست دهند. هرگاه عقل به توانایی درک اصول عقلانی اخلاق تعبیر شود تأکید بر ارزش آزادی عمل افراد است. در مقابل، هرگاه عقل به توانایی محاسبه بهترین راه برای نیل به هدفی دلخواه تعبیر شود ارزش خودشکوفایی مورد تاکیید قرار می‌گیرد.
لیبرال‌ها هر تعریفی که از خردورزی داشته باشند در هر حال اتفاق نظر دارند که جامعه سالم جامعه‌ای است که به افراد امکان آزادی عمل و شکوفایی خود را بدهد. برای نمونه دفاع لیبرالیسم از آزادی مذاهب بر این مبنا نیست که رفاه عمومی جامعه بیشتر می‌شود یا اینکه زندگی مومنانه در ذات خود از زندگی کفرآمیز ارزشمندتر است، بلکه به این دلیل است که افراد حق دارند زندگی معنوی خویش را به اختیار برگزینند. همین حکم برای تمامی حقوقی که ما عموماً از آن‌ها به حقوق بنیادین انسان تعبییر می‌کنیم صادق است.
هرگاه صحبت از دخالت دولت در سپهر خصوصی یعنی خانواده یا جامعه خانگی به میان آید لیبرال‌ها همگی توافق دارند که هر چه حضور برادر بزرگ در اتاق خواب و حمام و آشپزخانه و مهدکودک کمتر باشد بهتر است. ما همگی به جایی میان دوستان و خانواده خود نیاز داریم که نقاب‌های بیرونی خود را کنار بگذاریم و خودِ واقعی خویش را بروز دهیم. اما هنگامی که حرف از دخالت دولت در سپهر عمومی یعنی جامعه سیاسی یا مدنی باشد لیبرال‌ها اختلاف نظر پیدا می‌کنند؛ در یک سو لیبرال‌های به اصطلاح کلاسیک یا اختیار گرا و در سوی دیگر لیبرال‌های مساوات طلب قرار می‌گیرند.
لیبرال‌های کلاسیک دولت ارمانی را دولتی می‌دانند که از آزادی‌های مدنی (مثلاً حق مالکیت، حق رای، آزادی بیان، آزادی مذهب و آزادی معاشرت) حمایت می‌کند و به جای دخالت در بازار آزاد فقط در پی آن است که همه شهروندان برای رسیدن به آنچه می‌توانند از این بازار کسب کنند از فرصت‌های برابر برخوردار باشند. اما از نظر لیبرال‌های مساوات طلب دولت آرمانی دولتی است که به جای آزادی‌های مدنی بر عدالت اقتصادی تکیه کند. به اعتقاد این گروه افراد با پیشینه‌های متفاوتی به بازار وارد می‌شوند که به امتیار اولیه، استعداد ذاتی و بخت ایشان بستگی دارد.
بسیاری از لیبرال فمینیست‌های قرن نوزدهم در ردیف لیبرال‌های کلاسیک جای می‌گیرند اما لیبرال فمنیست‌های قرن بیستم اغلب به گروه مساوات طلب تعلق دارند.

## قرن هیجدهم، آموزش برابر برای مردان و زنان
زیلا آیزنشتاین در کتاب آینده انقلابی فمینیسم لیبرال به ما یادآوری می‌کند که مری ویلستون کرافت (۱۷۹۹ – ۱۷۵۹) در زمانه‌ای دست به قلم برد که موقعیت اقتصادی و اجتماعی زن اروپایی به قهقرا می‌رفت. تا پیش از قرن هیجدهم کار تولیدی در درون یا پیرامون محل سکونت خانواده و به دست مرد و زن، هر دو، انجام می‌شد. اما فشار سرمایه‌داری صنعتی به مرور کار را از قلمرو خصوصی خانه بیرون برد و به کارگاه‌های عمومی کشاند. صنعتی شدن در ابتدا فرایندی آهسته و ناهمگون بود و بیش‌ترین اثر آن بر زنان بورژوای متأهل وارد می‌شد، یعنی نخستین کسانی که دریافتند کما بیش بدون هیچ کار تولیدی یا درآمد زا در کنج خانه اسیر شده‌اند. این زنان که به مردانی صنعتگر یا بازرگان و نسبتاً ثروتمند شوهر کرده بودند نه انگیزه‌ای برای کار تولیدی در بیرون از خانه داشتند و نه، در مواردی که خدمتکارن متعدد در اختیار بود، انگیزه‌ای برای کار غیر تولیدی در درون خانه.
به نظر ولستون کرافت مردان هم اگر همچون زنان خود را در قفس محبوس می‌افتند همین خصوصیات را به هم می‌رساندند. مردان هم اگر بخت پرورش قوای عقلانی خود را نداشتند تا انسانی اخلاقی با دغدغه‌ها و انگیزه‌ها و تعهداتی فراتر از لذات شخصی بشوند به اندازه زنان «عاطفی» می‌شدند، که از نظر ولستون کرافت به معنای حساسیت مفرط و افراط در خود شیفتگی و از خود گذشتگی بود.

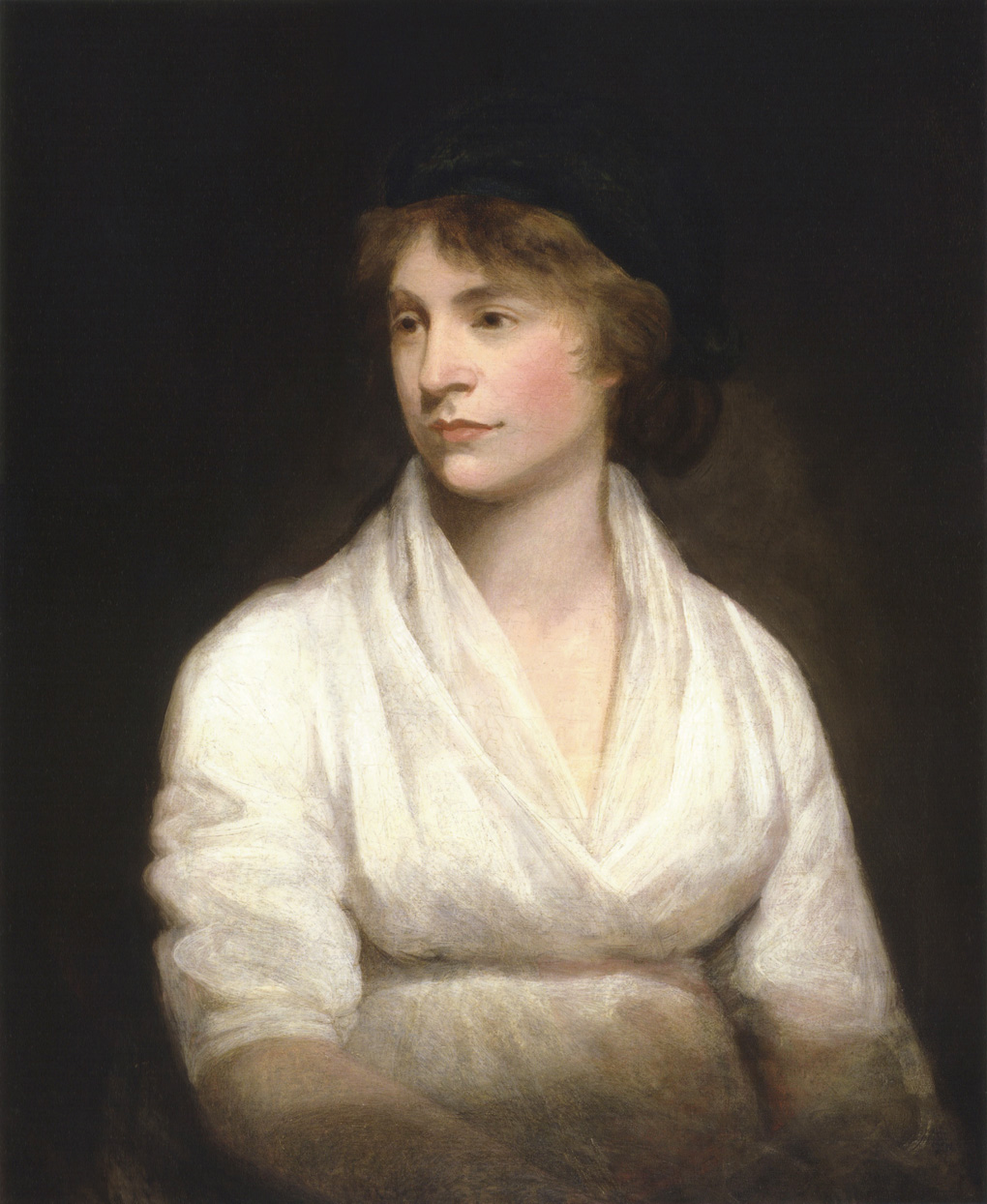
تصویری از مری ولستون کرافت

مری ولستون کرافتاز فلسفه تربیتی ژان ژاک روسو در کتاب امیل متنفر بود، چرا که روسو در این اثر کلاسیک رشد قوای عقلانی را مهم‌ترین هدف تربیتی اما فقط برای پسران معرفی می‌کرد. او به دوگونگی جنسی انسان اعتقاد داشت یعنی معتقد بود مرد خردورز و زن عاطفی مکمل یکدیگرند. از دید روسو مردان باید شجاع و خویشتن دار و عادل و بردبار تربیت شوند، در حالی که زنان را باید صبور و سر به زیر و خوش خلق و انعطاف‌پذیر بار آورد. با این اوصاف، امیل الگوی روسو برای پسران به تحصیل علوم انسانی و علوم اجتماعی و علوم طبیعی می‌پردازد در حالی که سوفی الگوی روسو برای دختران ضمن پیرایش مهارت‌های خانه‌داری خویش دستی هم در شعر و قصه و هنر و موسیقی دارد. روسو امیدوار بود که به این ترتیب رشد قابلیت‌های فکری در امیل از او شهروند و همسر و پدری خردورز و با اخلاق و خویشتن سالار و خود بسنده بسازد و رشد حساسیت‌های سوفی او را همسری فهمیده و حساس و مادری دلسوز و مهربان بار بیاورد.
ولستون کرافت بیش از هر چیزی خواهان شخصیت انسانی برای زنان بود. او می‌گفت زن بازیچه مرد یا زنگوله او نیست که در هنگام فراغت از تعقل، با صدای جرینگ و جرینگ آن خود را سرگرم کند. به بیان دیگر، او چنان‌که کانت می‌گفت وسیله محض یا ابزاری برای خوش بختی یا کمال شخصی دیگر نیست بلکه همان چیزی است که کانت آن را هدف نامید، یعنی عاملی خردورز که کرامت او در قابلیت خود سامانی خویش نهفته‌است. هرگاه با فردی همچون وسیله محض رفتار کنید گویی او را کم‌تر از شخص می‌دانید، یعنی وجود او قائم به خود نیست بلکه از ضمائم شخصی دیگر است. پس مثلاً اگر رفتار شوهری با زن خود در حد رفتار با یک گیاه زیبای خانگی باشد گویی او را شیئی پنداشته که فقط برای کام روایی خود آب و نانش می‌دهد. به همین ترتیب، اگر زنی اجازه دهد که با او چنین رفتاری یشود از منزلت انسانی خود نزول کرده‌است؛ یعنی به جای آن که مسئولیت پرورش خود رأی تبدیل شدن به سپیداری تنومند را بپذیرد از آزادی خود دست شسته و اجازه می‌دهد دیگران از او درختچه‌ای کوتوله گرچه زیبا بسازند.

## فمینیسم لیبرال در قرن نوزدهم: حقوق مدنی و فرصت‌های اقتصادی برابر برای مردان و زنان
تقریباً یک صد سال بعد جان استوارت میل و هریت تیلور در بزرگداشت عقل به ولستون کرافت پیوستند. اما عقلانیت در نظر آن دو هم جنبه اخلاقی داشت یعنی استقلال در تصمیم‌گیری و هم جنبه مصلحت جویانه یعنی خودشکوفایی یا به‌کارگیری فکر برای رسیدن به خواسته‌های خویش. طبیعی است که درک آنان از عقلانیت با ولستون کرافت تفاوت داشت چون تیلور و میل معتقد بودند مسیر عادی برای رسیدن به بیش‌ترین فایده کلی خوش بختی/کام روایی آن است که همگان در پیگیری خواسته‌های خود آزاد باشند البته به این شرط که در این رهگذر مانع پیشرفت یکدیگر نشوند و راه را بر یکدیگر نبندند. تفاوت دیگر تیلور و میل با ولستون کرافت پافشاری بر این نکته بود که اگر قرار باشد به برابری جنسی یا عدالت جنسیتی دست یابیم جامعه باید نه تنها زنان را از آموزشی برابر با مردان برخوردار سازد بلکه باید آزادی‌های مدنی و فرصت‌های اقتصادی مشابه با مردان را نیز برای زنان فراهم کند.

جان استوارت میل فیلسوف، اقتصاددان و سیاستمدار

هریت تیلور و جان استوارت میل به صورت مشترک مقالات متعددی دربارهٔ برابری جنسی به رشته تحریر درآوردند. از جمله؛
- مقالات اولیه در باب ازدواج و طلاق (۱۸۳۲)
- اعطای حق رأی به زنان (۱۸۵۱)
- انقیاد زنان (۱۸۶۹)

البته آن دو گاه در این که چه نوع اصلاحات قانونی بیشتر به نفع زنان و همچنین کودکان است توافق نداشتند و اختلاف نظر میان این دو در موضوع مشارکت زنان در بازار کار خیلی بالاتر از هر موضع دیگری بود. میل با نظر تیلور در این مورد که زن برای رهایی کامل حتماً باید بیرون از خانه کار کند، مخالف بود. به نظر او همین که زنی اجازه داشته باشد به خواست خود به بازار کار وارد یا از آن خارج شود آزادی او کامل است.
تیلور در مقاله اعطای حق رأی به زنان استدلال می‌کرد که نابرابری جنسی محصول قوانین طبیعت نیست بلکه از آداب و رسوم و سنت‌های جامعه نشأت می‌گیرد. به نظر او، همین که سه امکان زیر در اختیار زنان قرار گیرد این واقعیت بر همگان روشن خواهد شد.
- آموزش در دبستان و دبیرستان و دانشگاه و نهادهای پزشکی و حقوقی و دینی
- مشارکت در کار، و در سود و زیان و مخاطرات و خسارات صنایع تولیدی
- سهم مساوی در وضع و اجرای قوانین- اعم از قوانین عمومی و دولتی و ملی- از طریق نهادهای قانون‌گذاری و قضایی و اجرایی.

میل در مقالات خود بر آموزش و سهم مساوی تأکید می‌کرد ولی تیلور غالباً بحث مشارکت را پیش می‌کشید. میل اعتقاد داشت که زنان حتی اگر از آموزش و فرصت‌های اقتصادی و ازادی‌های مدنی مشابه مردان برخوردار شوند باز ازدواج و مادر شدن را بر مشاغل رقابتی دیگر ترجیح خواهند داد. اما تیلور معتقد بود اگر آزادی انتخاب وجود داشته باشد شماری از زنان ممکن است به جای ازدواج و مادر شدن زیست راه دیگری برگزینند.

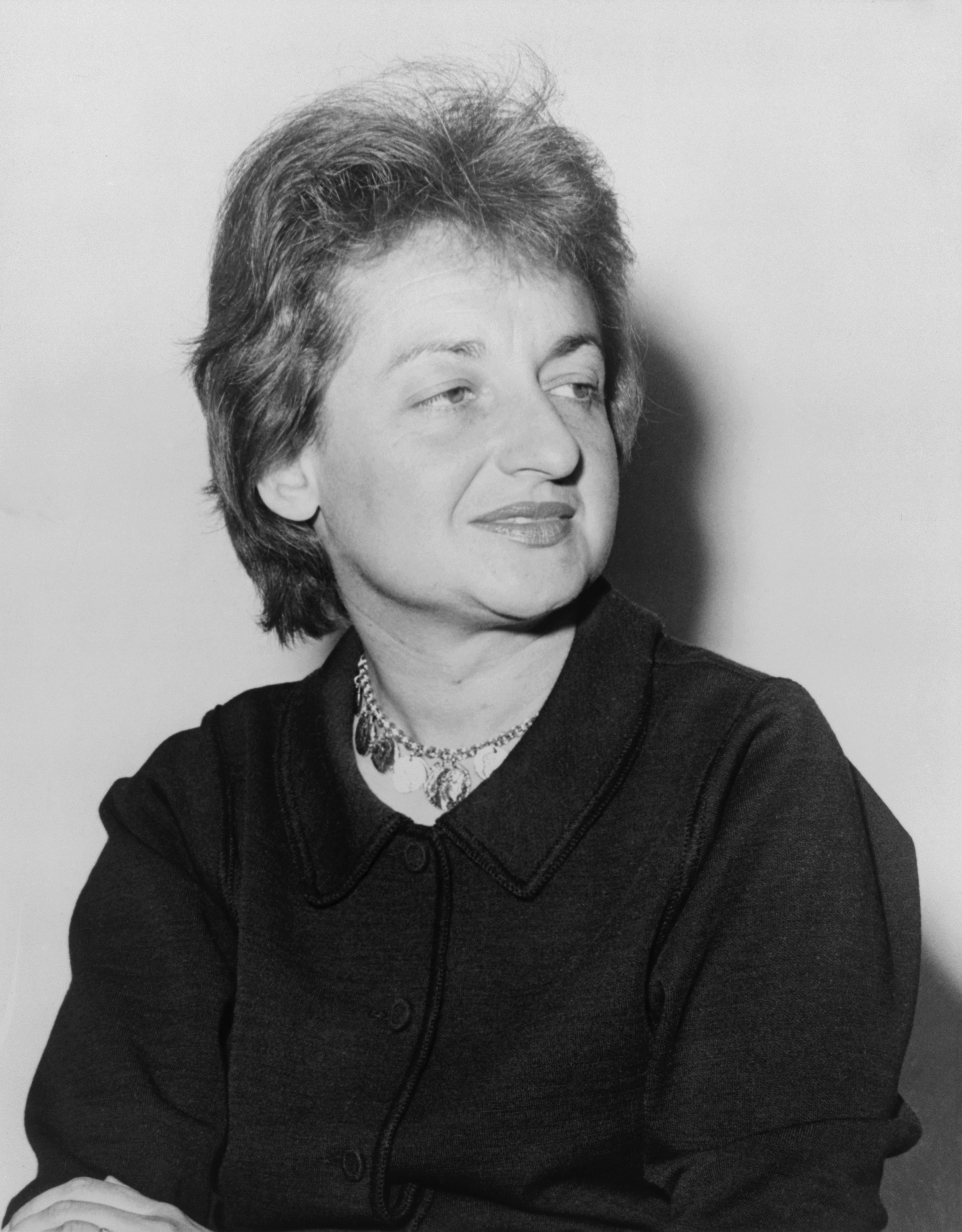
بتی فریدان

## سمت و سوی فمینسم لیبرال
بتی فریدان تنها یکی از هزاران زنی است که می‌توان در ردیف لیبرال فمینیست‌ها قرار داد. کتاب آیین زنانه که در سال ۱۹۶۳ منتشر شد کتابی است که کمتر انقلابی است. زیلا آیزنشتاین خاطر نشان کرده‌است الیزابت هولتزمن، بلا آبزوگ، النور اسمیل، پتسی مینک و نیز بسیاری از رهبران و اعضای سازمان ملی زنان و لیگ زنان برای اقدام منصفانه لیبرال فمنیست به‌شمار می‌آیند. هر چند این زنان گه گاه مسیرهای جداگانه‌ای پی می‌گیرند اما همگی اتفاق نظر دارند که یگانه هدف مهم آزادسازی زنان همانا برابری جنسی یا عدالت جنسیتی است. آرزوی لیبرال فمینیست‌ها رهایی زنان از قید نقش هاس سرکوبگر جنسیتی است، یعنی نقش‌هایی که دستاویز یا توجیهی برای اختصاص جایگاهی نازل تر به زنان یا حتی ممانعت از حضور آنان در دانشگاه و عرصه عمومی و بازار به دست داده‌است. حرف لیبرال فمینیست‌ها این است که؛ جامعه مردسالار گمان می‌کند زنان فقط برای بعضی مشاغل مانند معلمی و پرستاری و منشی گری به درد می‌خورند و عمدتاً وظایف دیگر مثلاً حکومت کردن، وعظ و خطابه، یا سرمایه‌گذاری بر نمی‌آیند. جامعه مرد محور مشاغلی را برای زنان مناسب می‌داند که مستلزم خصلت‌های مرتبط با شخصیت زنانه باشند، نظیر از خودگذشتگی و رسیدگی به دیگران، و برای مردان مشاغلی را مناسب می‌داند که مستلزم خصلت‌های مرتبط با شخصیت مردانه نظیر اعتماد به نفس و ارتقای نفس است. لیبرال فمینیست‌ها اعتقاد دارند که این نوع کلیشه بندی جنسیتی به شدت نابرابر است.

### برابری
مفهوم برابری بنیادی‌ترین اصل اندیشه لیبرال فمینیستی است و همین اصل است که مبنای تحلیل‌های فمینیست‌های اولیه را از وضعیت زنان تشکیل می‌دهد و داعیه‌ای می‌شود برخاست‌های آن‌ها مبنی بر آموزش برابر زنان و مردان، مشارکت آنان درحیات سیاسی و اجتماعی و برخورداری آنان از حقوق مساوی با مردان. در واقع بر مبنای تأکید بسیار به مفهوم برابری است که فمینیست‌های لیبرال تحت عنوان جناح برابری خواه شناخته می‌شوند.
فمینیسم در ابتدای راه خود، متناسب با روحیهٔ عصر روشنگری و تحت تأثیر فضای مسلط فکری مدرن، بر ارزش برابری تأکید خاص نهاد. بر اساس فضای مسلط فکر لیبرال، برابری همهٔ انسان‌ها بنیان تقاضاهای زنان را برای رفع موانع اجتماعی پیشرفت آنان، که بر اساس جنس تعیین شده بود، تشکیل می‌داد؛ تحلیل‌های متکی به عادت و تربیت و فرهنگ، تفاوت‌های جنسیتی را تبیین می‌کرد و خواست‌هایی چون آزادی و فرصت برابر با مردان را توجیه می‌نمود. آنچه بیش از هر چیز در نوشته‌ها و گفته‌های رهبران جنبش در این مرحله دیده می‌شود، تأکید بر جوهرهٔ انسانی مشترکی است که صرف نظر از تفاوت‌های جنسی باید اساس رفتارها، شئون، حقوق و شخصیت افراد قرار گیرد و تقریباً همهٔ حقوقی که آن‌ها طلب می‌کنند بر مبنای همین مفاهیم و به ویژه برابری است.
فمینیسم لیبرال جزء نظریه‌های نابرابری جنسی طبقه‌بندی می‌شود. بر مبنای این نظریه زنان و مردان نه تنها موقعیت‌های متفاوتی در جامعه دارند بلکه در موقعیت‌های نابرابری نیز قرار گرفته‌اند. زنان در مقایسه با مردانی که در همان جایگاه اجتماعی زنان قرار دارند از منابع مادی، منزلت اجتماعی، قدرت و فرصت‌های تحقق نفس کمتری برخوردارند (این جایگاه اجتماعی می‌تواند بر طبقه، نژاد، شغل، قومیت، دین، آموزش، ملیت یا بر هر عامل مهم اجتماعی دیگری مبتنی باشد). در برابر استدلال‌هایی که موقعیت نابرابر زنان را محصول طبیعت آنان می‌دانستند و به نظر می‌رسید محصول عادات فکری و فرهنگی و منافع باشد، فمینیست‌ها استدلال می‌کردند که نابرابری میان زنان و مردان ازسازمان جامعه سرچشمه می‌گیرد و از هیچ گونه تفاوت مهم زیست شناختی یا شخصیتی میان و زنان و مردان ناشی نمی‌شود. هر چند افراد انسانی ممکن است از نظر استعدادها و ویژگی‌هایشان با یکدیگر تا اندازه‌ای تفاوت داشته باشند اما هیچ گونه الگوی تفاوت طبیعی مهمی وجود ندارد که دو جنس را از هم متمایز سازد. در واقع همهٔ انسان‌ها با یک نیاز عمیق به آزادی برای تحقق نفس و نوعی انعطاف‌پذیری مشخص می‌شوند که باعث می‌شود خودشان را با الزام‌ها و فرصت‌های موقعیت‌های زندگیشان تطبیق دهند. نابرابری جنسی برای آن وجود دارد که زنان در مقایسه با مردان از قدرت کمتری برای برآوردن نیاز به تحقق نفس برخوردارند.

### جامعه‌پذیری
هدفی که فمینیست‌های لیبرال دنبال کرده‌اند اثبات این نکته بوده که تفاوت‌های قابل مشاهده میان دو جنس ذاتی نیست، بلکه نتیجه جامعه پذیری و «همگون‌سازی جنس و نقش» است. تفاوت رفتار با دختران و پسران که کمابیش از بدو تولد آغاز می‌شود از شکوفایی کامل ظرفیت‌های انسانی زنان جلوگیری می‌کند. پژوهشگران فمینیست با تحقیقات خود وجود تبعیض علیه زنان و برخورد متفاوت با آنان را نشان داده و همین مسئله را زمینه‌ساز جایگاه فرودست زنان در جامعه دانسته‌اند. برای آزاد کردن زنان باید نشان داد که زن ومرد از ظرفیت‌های یکسان برخوردارند، زنان خصوصیات کامل انسانی دارند و تفاوت میان زنان و مردان ناشی از تفاوت تربیت دختر و پسر و همچنین ناشی از انتظارات متفاوت جامعه از آنان و وجود قوانین تبعیض‌آمیز است.
اگر یکی از دلایل نابرابری زنان و مردان در عرصهٔ عمومی فقدان برخی از صلاحیت‌ها نزد زنان باشد، با توجه به باور به برابری بنیادی زن و مرد باید مشکل را در جای دیگر جستجو کرد و این نقطه عبارت است از آموزش متفاوتی که دختران و پسران چه در مدرسه و چه در خانواده می‌بینند. از آن جا که فرض نظام آموزشی این است که باید دختران و پسران برای نقش‌های متفاوتی در آینده آماده شوند، همیشه دختران در معرض آموزش‌هایی قرار می‌گیرند که آنان را از زندگی شغلی دور می‌کند و باعث می‌شود آن‌ها سرنوشت خود را در خانه‌داری ببینند. درک این نکته مهم است که در واقع، نظام آموزشی مؤلفه‌ای مهم در روند جامعه‌پذیری است که نتیجهٔ آن فرودست ساختن زنان است. همین آموزش متفاوت انگاره‌های مربوط به تفاوت ذاتی زنان و مردان را تقویت می‌کند. حال آن که اگر از آغاز دختران و پسران در شرایط مساوی و با برنامه‌ای واحد آموزش ببینند، مشخص خواهد شد که تفاوت‌های ذهنی و فیزیکی دختران و پسران تفاوت تعیین‌کننده‌ای ندارد و زمینه برای برابری کامل زن ومرد به عنوان یک باور عمومی نیز از این طریق فراهم خواهد شد.
لیبرال‌ها نیروی اساسی در نظام نابرابر جنسی را تبعیض جنسی می‌دانند. تبعیض جنسی که مانند ایدئولوژی نژادپرستی است، از پیشداوری‌ها و عرف‌های تبعیض‌آمیز علیه زنان و باورهای پذیرفته شده دربارهٔ تفاوت‌های طبیعی میان زن ومرد که سرنوشت‌های اجتماعی متفاوتی را برای دو جنس رقم می‌زنند، ساخته می‌شود. به خاطر همین تبعیض جنسی است که زنان از همان کودکی محدود می‌شوند تا آن که نقش‌هایی را در بزرگسالی پذیرا گردند که آن‌ها را از انسانیت کامل محروم سازد. در واقع همین نقش‌های خاص جنسی اند که با قید و بندها و شرایط ویژه‌ای که به زنان تحمیل می‌کنند، از آن‌ها یک چنین موجوداتی به وجود می‌آورند. بر مبنای این تحلیل از نابرابری زنان و مردان (نقش جامعه‌پذیری و تربیت متفاوت)، فمینیست‌های لیبرال به آموزش برابر زنان و مردان تأکید می‌کردند.
فمینیسم متأثر از لیبرالیسم بر آموزش به عنوان مهم‌ترین ابزار تقویت عقل و توسعهٔ علم و شناخت طبیعت تأکید می‌کرد. همان‌طور که در عصر روشنگری گسترش آموزش اصلی‌ترین راه کشف حقیقت و پیشرفت و توسعه دانسته می‌شد، مدافعان حقوق زنان نیز بر همین موضوع تأکید کردند و آموزش زنان را رمز راهیابی آنان بهعرصهٔ آزادی و استقلال و ترقی برشمردند. در نظر آنان همان‌طور که دنیای قدیم با انحصاری کردن آموزش، مانع درک قوانین طبیعت بوسیلهٔ عقل، در میان اکثریت مردم می‌شد، دنیای جدید هم با انحصاری کردن آموزش در میان مردها، نیمی از جامعه یعنی زنان را از درک قوانین طبیعت بوسیلهٔ تقویت درک عقلانی، محروم کرده بود؛ بنابراین نخستین حق قابل استیفا برای زنان حق آموزش و مهم‌ترین توصیه به آنان تلاش در زمینهٔ یادگیری بود.

### سپهر عمومی
یکی از اصلی‌ترین انتقادهای فمینیست‌های لیبرال متوجه تقسیم‌بندی جامعه به دو حوزهٔ عمومی و خصوصی است. آن‌ها محصور کردن زنان به حوزهٔ خصوصی (خانه) را دلیل وضعیت موجود آنان و ورود به عرصهٔ عمومی (جامعه) و مشارکت در فعالیت‌های آن را لازمهٔ رهایی آنان می‌دانند. در رهیافت لیبرال فمینیستی، تبیین جایگاه زنان در جامعه بر حسب حقوق نابرابر یا موانع مصنوعی در برابر مشارکت زنان در جهان عمومی که فراسوی خانواده و خانه‌داری واقع شده‌است، صورت می‌پذیرد. بدین ترتیب در این اندیشه تمرکزی بر حوزهٔ عمومی و بر منازعات قانونی سیاسی و نهادی برای برابری حقوقی افراد به منظور رقابت در آن حوزهٔ عمومی، ملاحظه می‌شود. شهروندی عمومی و حصول برابری با مردان در سپهر عمومی از اهمیتی محوری نزد فمینیسم لیبرال برخوردار است.
فریدان و سایر فمینیست‌های لیبرال بر آن بودند که زنان باید از تعلق خود به خانه بکاهند و با این باور که خانه جایگاه مناسبی برای زنان است، مقابله کنند. آنچه این فمینیست‌ها می‌خواستند بر آن فائق آیند، حذف زنان از جریان اصلی حیات سیاسی، اقتصادی و اجتماعی جامعهٔ لیبرال آمریکا یا در حاشیه گذاشتن آنان بود. این موضع به خوبی در متن بیانیهٔ اهداف سازمان ملی زنان دیده می‌شود: «…هدف سازمان ملی زنان اقدام برای بازگرداندن زنان به مشارکت کامل در جریان اصلی جامعهٔ آمریکاست تا همهٔ امتیازات و مسئولیت‌های ناشی از آن را در مشارکت کامل با مردان به انجام رسانند… ما معتقدیم زنان می‌توانند با پذیرش کامل چالش‌ها و مسئولیت‌هایی که با همهٔ اشخاص دیگر جامعه در آن سهیمند، به عنوان بخشی از جریان اصلی تصمیم‌گیری در زندگی سیاسی، اقتصادی و اجتماعی آمریکا به این برابری نائل شوند.

### عملگرایی
فمینیست‌های لیبرال عمدتاً از نظریه‌پردازی اجتناب کرده و خود را بیش از هر چیز عمل گرا می‌دانند. آن‌ها اساساً به دنبال اصلاح نظام اجتماعی و فرهنگی از طریق اقدام در درون نظام به ویژه از طریق ایجاد تغییرات حقوقی یا عملی بودند. از این رو به فعالیت مستقیم در درون نهادها و نیز اعمال فشار بر نهادها از بیرون توجه داشتند.
فمینیست‌های لیبرال با توجه به این واقعیت که نظام سیاسی لیبرال-دموکراتیک در مقابل خواسته‌های گروه‌های اجتماعی کم و بیش انعطاف‌پذیر است از کانال‌های عادی برای اقناع تصمیم گیرندگان و تأثیرگذاری بر فرایندهای تصمیم‌گیری و سیاست‌گذاری استفاده می‌کردند. بر این اساس فمینیست‌های لیبرال اقدامات عملی همچون برگزاری تظاهرات، گردهمایی‌ها و کنفرانس‌ها، تشکیل سازمان‌های متشکل زنان -که سازمان ملی زنان بزرگترین شان بود- پیگیری‌های حقوقی و قضایی و اعمال نفوذ و فشار بر سازمان‌های دولتی و سازمان‌های خصوصی را برای دست یابی به خواست‌های خود مدنظر قرار دادند. بسیاری از خط مشی‌هایی که جنبش زنان آمریکا مبتکر آن بوده‌اند و در اعلام برنامهٔ نیرومندترین سازمان زنان، سازمان ملی زنان، گنجانده شده‌اند، با الهام از همین نظریه تنظیم شده‌اند.
این عملگرایی نتایج عملی زیادی نیز برای زنان به ارمغان آورد که از آن جمله می‌توان به افزایش حضور زنان در مراکز آموزش عالی، ورود بیشتر زنان به نیروی کار، افزایش میزان دستمزدها، ایجاد مراکز نگهداری از کودکان و… اشاره کرد. می‌توان موج اول جنبش زنان در آمریکا را بارزترین نمونه و نمایندهٔ فمینیسم لیبرال قلمداد کرد که نتیجهٔ عملی اش کسب حق رأی برای زنان در سال ۱۹۲۰ بود. در واقع عملگرایی لیبرال فمینیست‌ها بود که زمینه را برای نظریه‌پردازی فمینیستی در ابعاد گسترده فراهم ساخت.
فمینیسم لیبرال به هیچ وجه قدیمی نشده‌است و شاید حتی آینده‌ای انقلابی چنان‌که آیزنشتاین پیش‌بینی می‌کرد، پیش رو داشته باشد. نقاط قوت فمینیسم لیبرال انکار ناشدنی است. بسیاری از اصلاحات قانونی و آموزشی را که به کیفیت زندگی زنان بهبود بخشیده‌است نتیجه تلاش‌های فمینیسم‌های لیبرال بوده‌است. بعید بود بدون تلاش لیبرال فمینیست‌ها این همه زن بتوانند در شغل و حرفه به مراتبی که اکنون رسیده‌اند دست یابند. مسلماً لیبرال فمینیست‌ها تا تضمین کامل تمامی دست‌آوردهای آموزشی و قانونی و شغلی راه درازی در پیش دارند.

## موخره
فمینیسم لیبرال خواستار حقوق شهروندی مساوی برای زنان و مردان است و با قوانین یا سنت‌هایی که حق را به مردان می‌دهند و به زنان نمی‌دهند، یا قوانینی که با ادعای «حمایت» از زنان وضع می‌شوند مبارزه می‌کند. این گرایش معتقد است زن موجودی انسانی است و همان حقوق طبیعی و سلب‌نشدنی مردان را دارد و جنس زن ربطی به حقوق او ندارد. این نظریه از نظر جامعه‌شناختی اعتقاد دارد که تفاوت‌های مشاهده شده میان دو جنس ذاتی نیست بلکه تربیتی و نتیجه جامعه‌پذیری و همگون‌سازی جنس با نقش اجتماعی است. نظریه فمینیستی لیبرال (آزادی‌خواه) یا اصلاح‌طلب یکی از گرایش‌های فمینیسم است. فمینیست‌های لیبرال معتقدند برابری ظاهری کافی نیست و خواستار وضع قانون‌هایی هستند که تبعیض علیه زنان را غیرقانونی کند و زنان در محیط کار از حقوقی مانند مرخصی زایمان و حقوق زایمان برخوردار شوند.

## افراد برجسته
مری ولستون‌کرافت، هریت تیلر میل، جان استوارت میل، گلوریا استینم، ربکا واکر، نائومی ولف و بتی فریدان